# Israel Lyons
Pour les articles homonymes, voir Lyons.
Israel Lyons le Jeune, né en 1739 à Cambridge et mort le 1er mai 1775 à Londres est un mathématicien et botaniste britannique.

## Biographie
Fils d'Israel Lyons l'Ancien (mort en 1770). Jeune, il est remarqué et considéré comme un prodige, en particulier dans le domaine des mathématiques, et Robert Smith, professeur au Trinity College, le prend sous son aile et paye pour sa scolarité. Ses origines juives modestes, interdisent à Lyons d'entrer à l'université de Cambridge. Néanmoins, il publie son Treatise on Fluxions (Traité sur les Fluxions) à l'âge de 19 ans, et, s'intéressant également à la botanique il publie une étude sur la flore des environs de Cambridge quelques années plus tard. Un étudiant à Oxford, Joseph Banks, paye Lyons pour donner une série de leçons de botanique à l'université d'Oxford. Lyons est sélectionné par l'astronome royal (Astronomer Royal) pour calculer des tables astronomiques pour le Nautical Almanac. Par la suite, Banks permet à Lyons de participer en tant qu'astronome lors du voyage d'exploration à destination du pôle Nord commandé, en 1773, par Constantine Phipps, 2e baron Mulgrave.
Lyons épouse, en mars 1774, Phoebe Pearson, fille de Newman Pearson originaire d'Over, Cambridgeshire, et s'établit à Rathbone Place, à Londres. Il y meurt de la rougeole le 1er mai 1775, à l'âge de 36 ans, alors qu'il préparait une édition complète des œuvres de l'astronome Edmond Halley, sous le parrainage de la Royal Society.

### Sources et bibliographie
- (en) Cet article est partiellement ou en totalité issu de l’article de Wikipédia en anglais intitulé « Israel Lyons » (voir la liste des auteurs).
- (en) Lynn B. Glyn, « Israel Lyons: A Short but Starry Career. The Life of an Eighteenth-Century Jewish Botanist and Astronomer », dans Notes and Records of the Royal Society of London, vol. 56, no 3, 2002, p. 275-305.